# David Olaoye
David Olaoye (Londres, Inglaterra, 18 de octubre de 1996) es un futbolista británico. Juega de delantero extremo y su equipo actual es el Club El Porvenir de Argentina.

## Trayectoria
Nacido en Reino Unido, Inglaterra. Tras pasar unos años jugando en equipos de la Superliga de Grecia, fue presentado en el NK Bravo de Eslovenia.
A mediados del año 2017, pasó a El Porvenir de Argentina, siendo el primer jugador inglés desempeñándose en el fútbol argentino de manera profesional.

## Clubes
| Club           | País      | Año           |
| -------------- | --------- | ------------- |
| O. F. I. Creta | Grecia    | 2015-2016     |
| AO Tympaki     | Grecia    | 2016-         |
| NK Bravo       | Eslovenia | 2017          |
| El Porvenir    | Argentina | 2017-Presente |